# 페내스탱

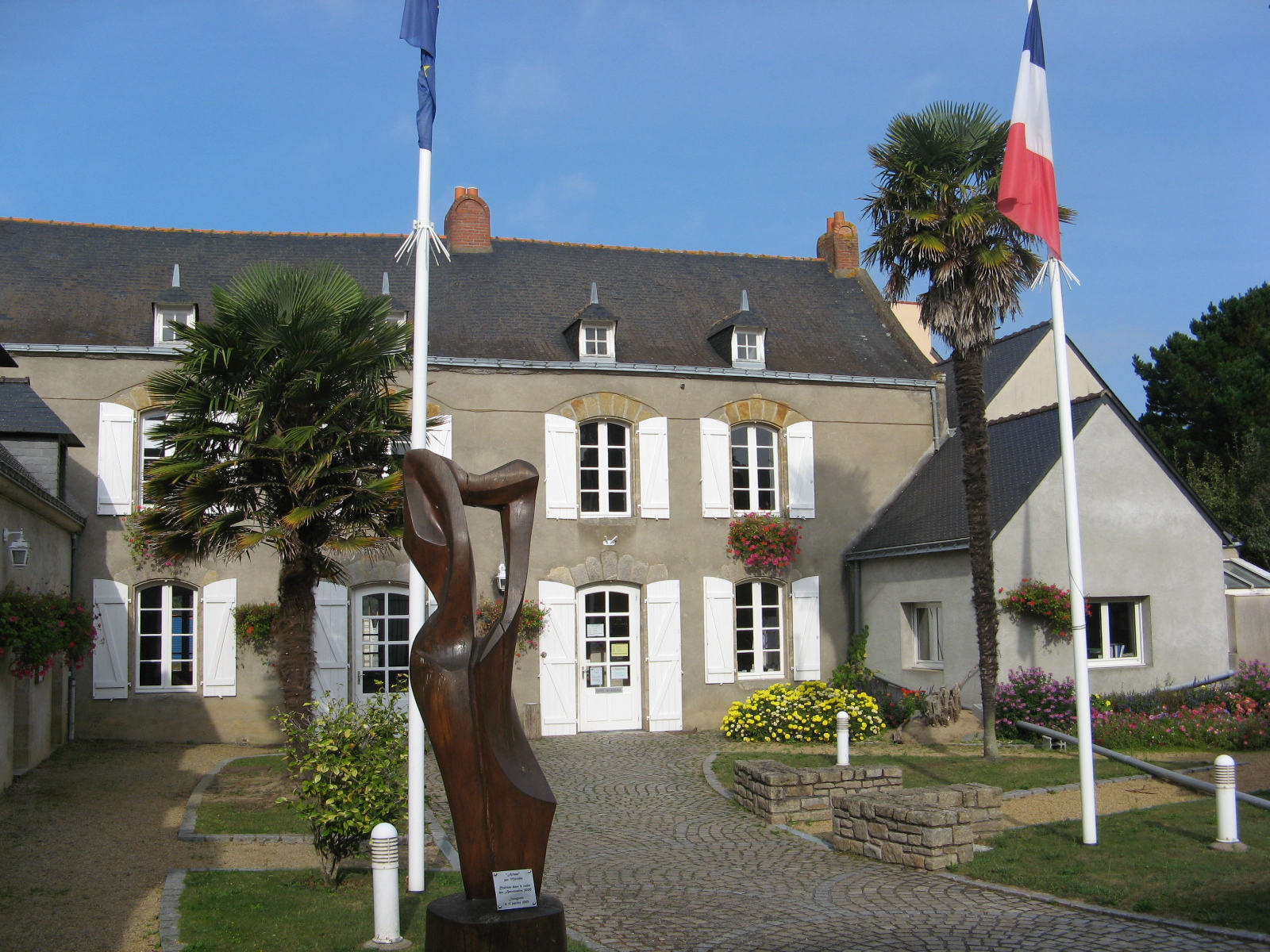
페내스탱 시청

페내스탱(프랑스어: Pénestin, 브르타뉴어: Pennestin)은 프랑스 브르타뉴 모르비앙주에 위치한 도시로 면적은 21.69km2, 인구는 1,527명(1999년 기준), 인구 밀도는 70명/km2이다.

시 문장